# The Man with the Golden Gun (Lied)
The Man with the Golden Gun ist ein Lied von Lulu aus dem Jahr 1974, das von Don Black und John Barry geschrieben und von letzterem auch produziert wurde. Es ist Teil des Soundtracks zu James Bond 007 – Der Mann mit dem goldenen Colt und erschien auf dem dazugehörigen Soundtrackalbum The Man with the Golden Gun: Original Soundtrack.

## Hintergrund
Für die Aufnahme des Soundtracks zu dem gleichnamigen Film hatte John Barry nur knapp drei Wochen Zeit. Aufgrund des hohen Zeitdrucks musste schließlich die Interpretin des Titelliedes zum Zeitpunkt der Aufnahme mit Halsschmerzen singen.

## Verwendung im Film
The Man with the Golden Gun wird als musikalische Untermalung der Titelsequenz genutzt. In dieser sind überwiegend Frauensilhouetten zu sehen. Der Hintergrund zeichnet sich durch Wasserkreise aus, welcher zu Teilen auch Seerosen aufweist. In einer Szene der Titelsequenz ist eine Frauensilhouette vor einem rötlich funkelnden Hintergrund zu sehen, der an Feuer bzw. Lava erinnert. Auch wird das titelgebende Motiv, ein „goldener Colt“ in Teilen des Vorspanns gezeigt.

## Rezeption
Die Rolling Stone rankte das Lied im Jahr 2015 als „schlechtesten Bond Song aller Zeiten“. Auch der Produzent des Liedes John Barry gibt an, dass er das Lied nicht besonders mochte und betitelte es seinerseits als „it’s the one I hate the most“.